# DC Jazz Festival
DC Jazz Festival, voorheen het Duke Ellington Jazz Festival, is een jazzfestival in de Amerikaans stad Washington.
Het festival duurt bijna twee weken en wordt gehouden in de eerste helft van juni. Het werd in 2004 opgericht door jazzmanager Charles Fishman en werd toen vernoemd naar de bandleider en componist Duke Ellington. In 2010 werd de naam veranderd. Het festival wordt gesponsord met een gift van de National Endowment for the Arts (NEA), Mid Atlantic Arts Foundation en door de Commission on the Arts and Humanities. Op het festival spelen elk jaar minstens honderd musici, op verschillende locaties in de stad.